# Засухино (Междуреченский район)
Засухино — деревня в Междуреченском районе Вологодской области.
Входит в состав Старосельского сельского поселения (с 1 января 2006 года по 8 апреля 2009 года входила в Ноземское сельское поселение), с точки зрения административно-территориального деления — в Ноземский сельсовет.
Расстояние до районного центра Шуйского по автодороге — 23 км.
По данным переписи в 2002 году постоянного населения не было.